# Isobuttersäureisopropylester
Isobuttersäureisopropylester ist eine chemische Verbindung aus der Gruppe der Carbonsäureester.

## Vorkommen
Isobuttersäureisopropylester kommt natürlich in Lorbeer vor.

## Gewinnung und Darstellung
Isobuttersäureisopropylester kann durch Reaktion von Isobutylchlorid mit Isopropylalkohol gewonnen werden. Die Verbindung kann auch durch Elektrolyse von Natriumisobutyrat gewonnen werden.

## Eigenschaften
Isobuttersäureisopropylester ist eine farblose Flüssigkeit mit intensiv fruchtigem Geruch.

## Verwendung
Isobuttersäureisopropylester wird als Aromastoff verwendet.